# Tilshead
Tilshead è un piccolo villaggio e una parrocchia civile della contea del Wiltshire che si trova a si trova a circa 9 miglia da Amesbury, Sud Ovest dell'Inghilterra, Regno Unito.

## Geografia

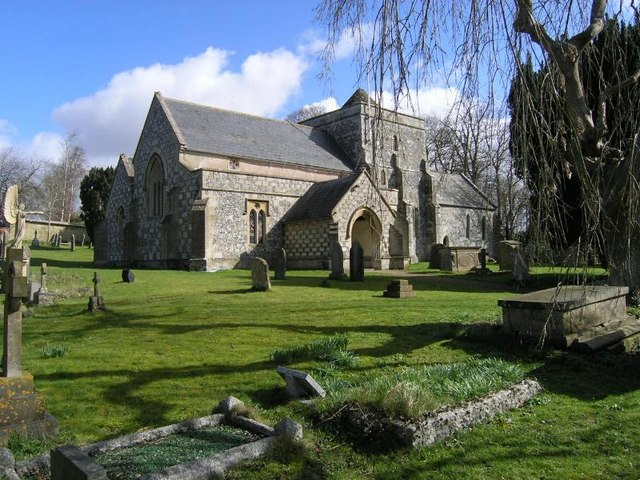
Chiesa di San Tommaso Becket

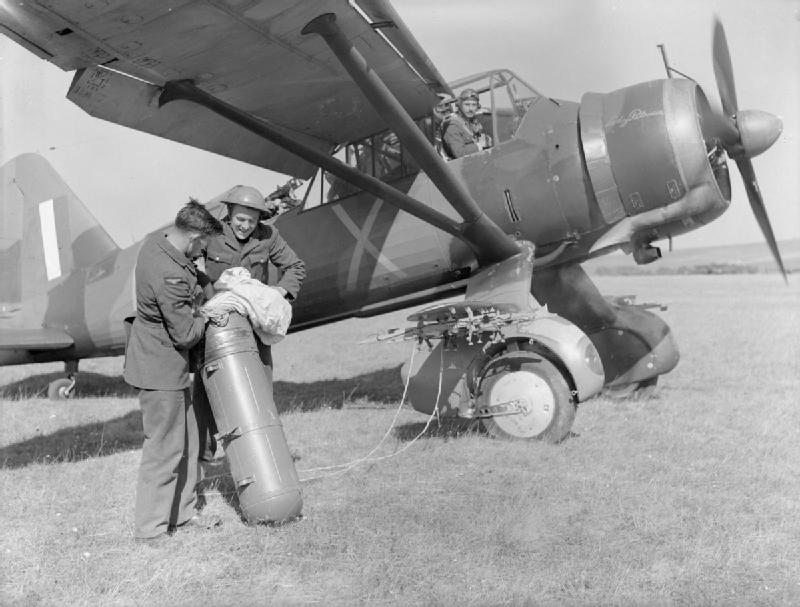
Aereo da caccia della seconda guerra mondiale di stanza sui campi di volo a Tilshead nel 1940

Tilshead si trova nella pianura di Salisbury all'inizio della valle del fiume Till. Il confine parrocchiale, invariato dal 1814, è segnato principalmente da elementi legati all'attività umana. Il confine meridionale riguarda il preistorico Old Ditch e segna parti dei confini sud-orientali e sud-occidentali. Sui confini c'erano tre croci, una era a sud-ovest nel 1623, la croce di Cole era stata a quel tempo rimossa dal confine settentrionale e il nome della croce di Butler, che aveva segnato un angolo nel confine a nord del villaggio di Tilshead, era ancora in uso alla fine del XX secolo. I tumuli segnavano altre parti del confine settentrionale alla fine del XIX secolo e nel XX secolo, e in diversi altri luoghi il confine è lungo le strade. Sono presenti affioramenti di gesso su tutta la parrocchia. Il fiume Till è poco più di un ruscello occasionale ed era chiamato Winterbourne nel XVI secolo. La sua valle, principalmente al di sotto dei 107 metri, si allarga verso il confine meridionale della parrocchia, e le valli asciutte che conducono a nord-est e a sud-ovest verso di essa a sud del villaggio sono fiancheggiate da ghiaia. Un'altra lingua di ghiaia si trova in una valle asciutta a nord-est del villaggio. La collina è più alta, oltre 152 metri, nell'angolo occidentale della parrocchia e verso est e vicino alla croce di Butler negli angoli settentrionali. Raggiunge circa 140 metri su Copehill verso sud-ovest.

## Storia
Vi sono testimonianze archeologiche di molta attività preistorica all'interno del territorio. Un lungo tumulo su Old Ditch a sud-ovest del villaggio di Tilshead è lungo 274 metri ed è forse il più grande in Inghilterra. Accanto al fossato a sud del villaggio si trova White Barrow, lungo 233 metri. All'estremo ovest si trova Kill Barrow, lungo 52 metri, e ci sono altri tumuli lunghi e a ciotola sulle colline meridionali e orientali. Sono stati trovati alcuni manufatti, alcuni associati ai tumuli e ai fossati, che risalgono a periodi che vanno dal Neolitico al pagano sassone. Ci sono prove di sistemi di campi preistorici sulle colline occidentali. Il nome Tilshead è registrato per la prima volta in modo simile nell'XI secolo. La sua forma moderna era in uso nel XVI secolo e da essa deriva il nome del fiume. Nel 1086 Tilshead era un borgo e una grande tenuta reale. Il borgo potrebbe essere stato creato come centro di raccolta per la lana quando l'allevamento di pecore aumentò nel tardo periodo sassone e la tenuta era evidentemente molto più estesa della parrocchia moderna. Le terre citate nel Domesday Book del 1086 sono state probabilmente inglobate in altri insediamenti intorno alla pianura quando c'era un'ampia area arabile sulle colline attorno. 
I terreni nella parte orientale della parrocchia acquistati dal Dipartimento della Guerra nel 1897 erano diventati parte, nel 1910, dei poligoni di artiglieria che si estendevano a nord-ovest da Larkhill a Durrington. In seguito la parte occidentale della parrocchia fu inclusa nei poligoni di Imber. L'area fu utilizzata per l'addestramento all'uso dei carri armati per gran parte del XX secolo. Nella prima guerra mondiale c'era una scuola di palloni ad aquilone e nella seconda fu creato un campo di atterraggio a ovest del villaggio, oltre ad una pista di atterraggio intorno al 1980. Il campo West Down North era stato allestito nell'angolo nord-orientale della parrocchia entro il 1903. Fu sostituito intorno al 1980. Il campo di West Down rimase in uso estivo negli anni novanta. Gruppi di edifici militari che sorgevano a circa 400 metri a nord del villaggio e a sud e a ovest di Tilshead Lodge nel 1957 erano stati per lo più demoliti entro il 1982.

## Monumenti e luoghi d'interesse
Nel territorio di Tilshead sono presenti vari luoghi d'interesse:
- Chiesa di San Tommaso Becket. Si tratta di una chiesa parrocchiale anglicana risalente al XII secolo. Chiesa parrocchiale anglicana. La navata e le arcate sono dei primi del XII secolo, il presbiterio è della metà del XIII secolo, vi sono state ristrutturazioni nel XVII, nel XVIII secolo e nel XIX secolo. Appartiene alla diocesi di Salisbury e dal 18 febbraio 1958 è un monumento classificato di primo grado per il suo particolare interesse storico e architettonico.[5][6]
- Rose and Crown, posta a ovest della chiesa sul lato nord, è una casa tardo-medievale a graticcio con quattro campate. Il tetto della sua sala centrale è annerito dal fumo e potrebbe avere una capriata centrale. All'inizio del XVII secolo, nella sala furono costruiti un camino e un piano superiore e la facciata sud fu ricostruita in selce e conci a fasce. Un'ala nord fu aggiunta all'estremità occidentale alla fine del XVII secolo.[1]
- Bell Cottage e Black Horse potrebbero essere entrambi di origine cinquecentesca. Vicino al centro della strada sul lato nord, la Dean and Chapter House, a graticcio, fu costruita all'inizio del XVII secolo e rifatta in mattoni all'inizio del XIX secolo.[1]
- South Manor, una piccola casa con una facciata nord di selce a strisce con struttura in legno e facciata a strisce e scacchiera di selce e bugnato, potrebbe essere anch'essa del XVII secolo.[1]
- North Manor fu costruito intorno al 1800 e ampliato all'inizio del XIX secolo.[1]
- Old Hawking Club, che aveva la sua sede a Tilshead, e negli anni cinquanta vi ebbe sede la Royal Artillery.[1]